# Río Luján
El río Luján es un curso fluvial que recorre el norte de la provincia de Buenos Aires (pasando por el área metropolitana de Buenos Aires) en el centro-este de la Argentina. Nace de la unión de los arroyos El Durazno y Los Leones, en el partido de Suipacha, recorriendo además, los partidos de Mercedes, Luján, Pilar, Exaltación de la Cruz, Campana, Escobar, Tigre, San Fernando y San Isidro, desembocando en las aguas del estuario Río de la Plata a la altura del Club Náutico San Isidro, a 128 kilómetros de sus nacientes.
La cuenca del río Luján se encuentra localizada al noreste de la provincia de Buenos Aires. Al Noroeste limita con la cuenca del río Areco, al Sudoeste con la cuenca del río Salado, al Sudeste con la cuenca del río Reconquista y al Noreste con la cuenca del río Paraná.

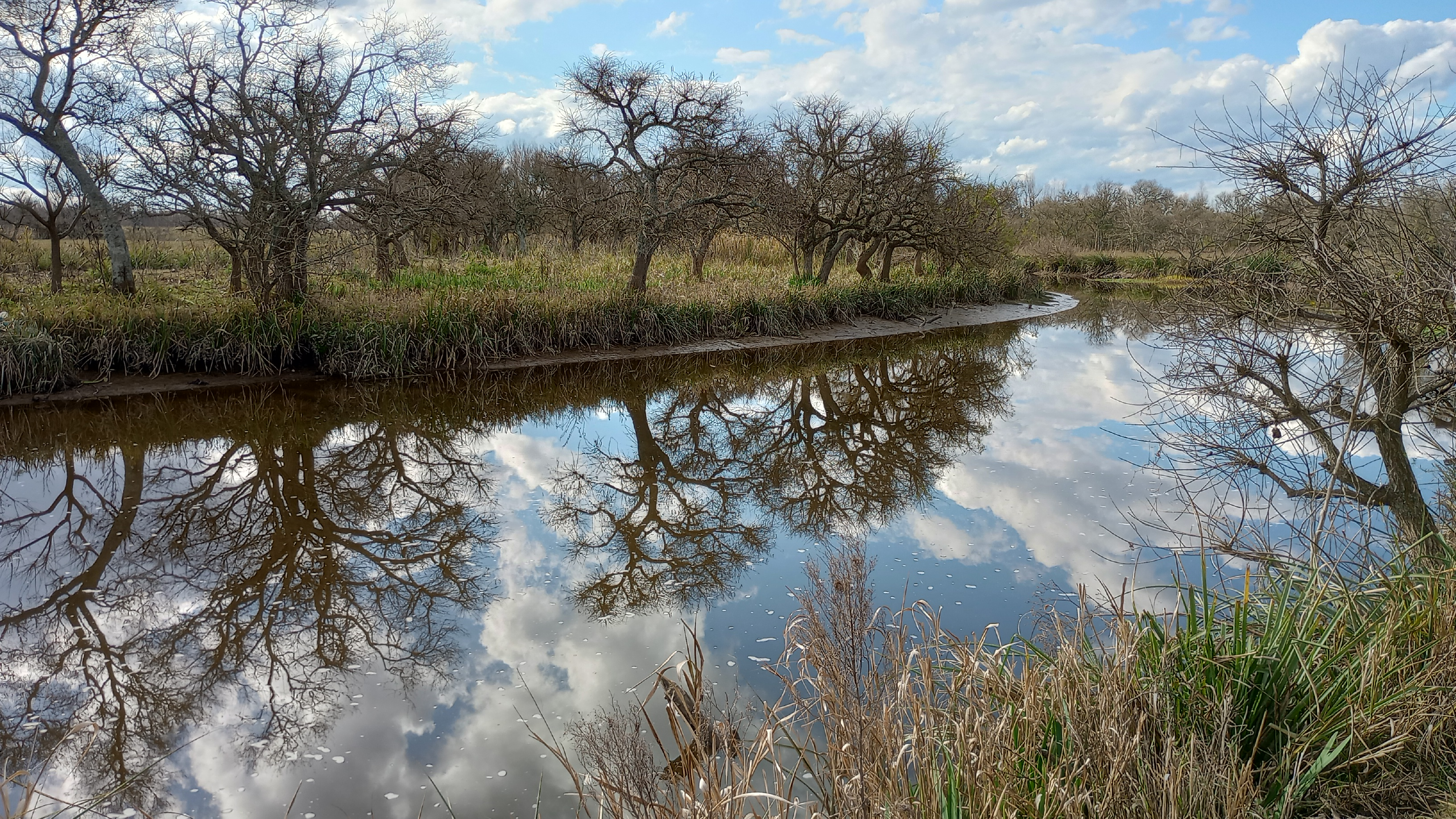
Río Luján en el partido de Escobar.

Este río cuenta con numerosos arroyos tributarios, como: Grande, Chico, De la Cruz, Balta, Leguizamón o del Chimango y del Oro.
En sus aguas, desemboca a pocos kilómetros de su final, el río Reconquista, otro río importante de Buenos Aires, cómo así también el río Tigre que en realidad es un brazo del anterior. En su último tramo (en los partidos de Escobar, Tigre, San Fernando y San Isidro), está comunicado con el río Paraná de las Palmas a través de diversos ríos, arroyos, y canales, formando islas pertenecientes a la primera sección del Delta del Paraná.
Al ser un típico río de llanura ondulada, cuenta con varios meandros y una suave pendiente.
Es, además, un muy importante afluente del Río de la Plata. Está ubicado en la pampa ondulada, y a su paso, forma valles de distintos tipos. Su tramo más ancho, va desde Tigre, hasta San Isidro, desembocando en el Río de la Plata.

## Historia

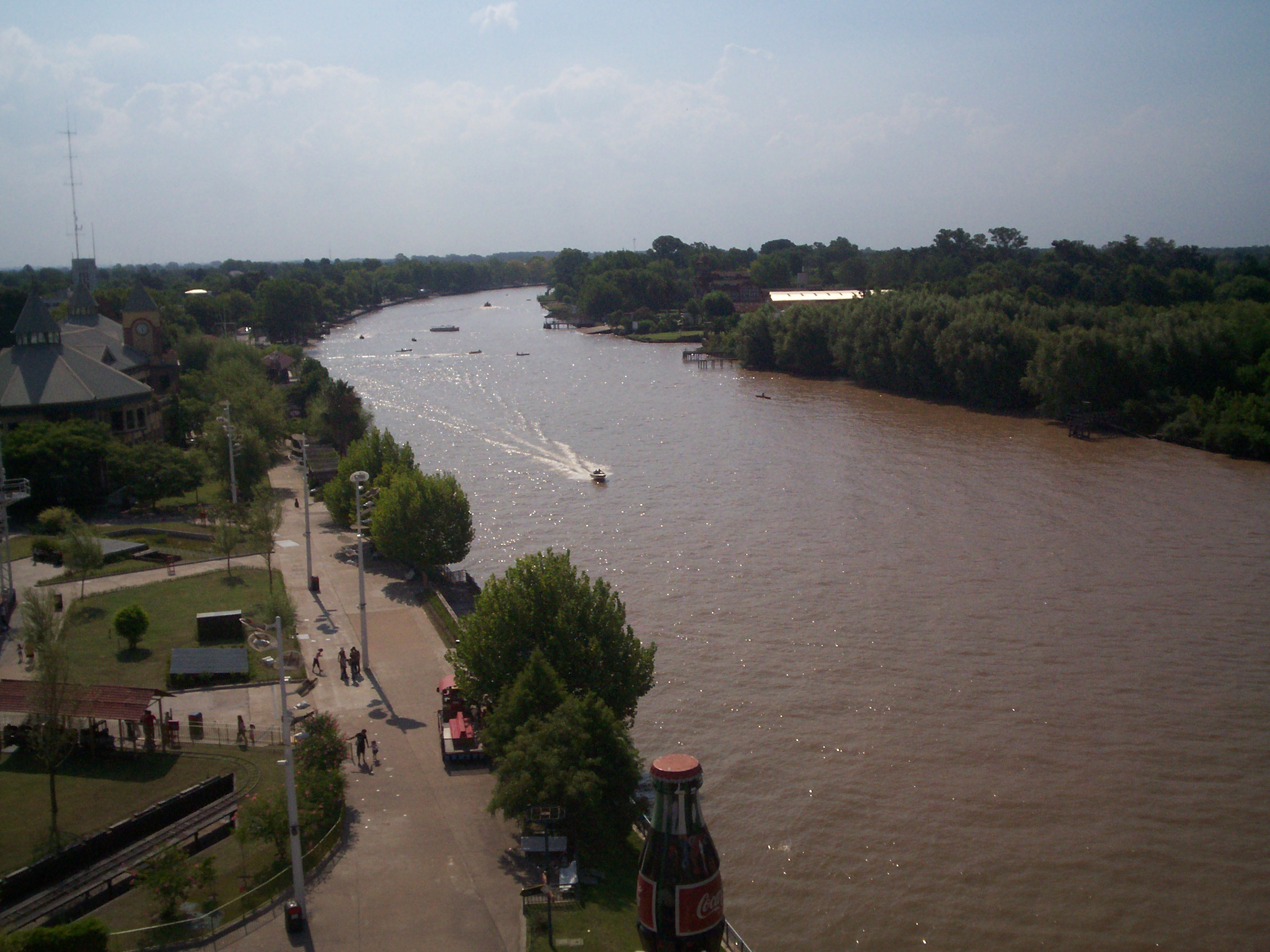
Río Luján, visto desde el Parque de la Costa (Tigre).

El río Luján debe su nombre a un hecho histórico: en sus márgenes murió el capitán español Pedro de Luxán, tras un enfrentamiento con los indígenas.
Un suceso recordado por fuentes de la época colonial, dio origen a la ciudad homónima. Según el relato, una imagen de la Virgen, conocida luego como Nuestra Señora de Luján, era transportada en una carreta tirada por bueyes. Al llegar al río, el vehículo dejó de avanzar y se quedó atascado en la ribera (algunos sostienen que sucedió en la actual Zelaya en el Partido del Pilar); en un intento por mover la carreta, se la aligeró de su carga y se comprobó que solamente se movía, cuando no llevaba la imagen sagrada. Esto fue interpretado como un hecho milagroso que daba cuenta de la intención de quedarse en el lugar por parte de la Virgen. Por esta razón, formó un pequeño poblado a orillas del río: la Villa de Nuestra Señora de Luján. La población cobró importancia como defensa ante las incursiones (malones) indígenas, por lo cual se estableció el "Fuerte del Luján", núcleo de la actual ciudad de Mercedes.
Luján es un polo industrial importante, en especial textil; se destaca la Algodonera Flandria, establecida en la década de 1920.

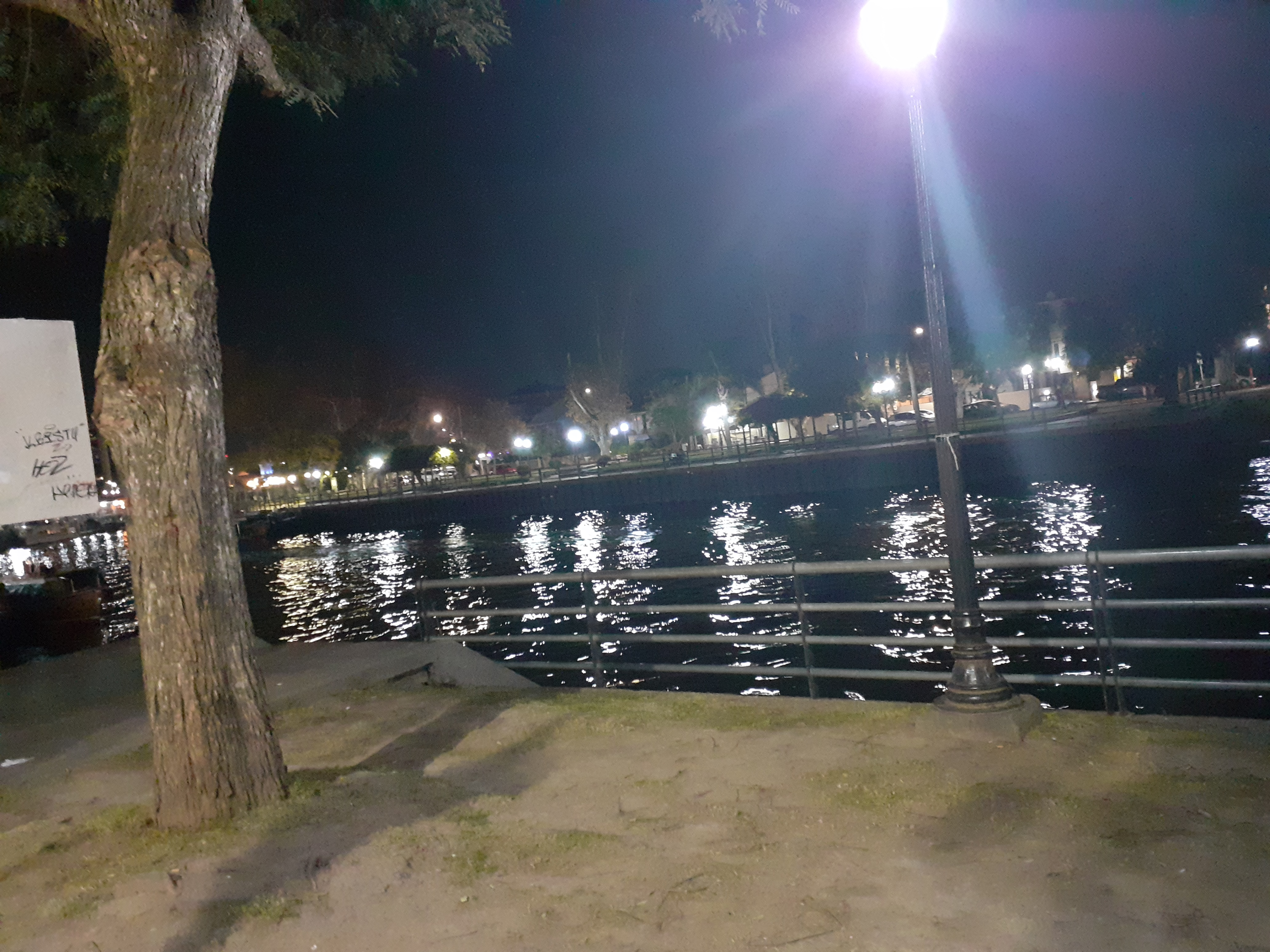
Río Luján, visto desde Puerto de Frutos (Tigre).

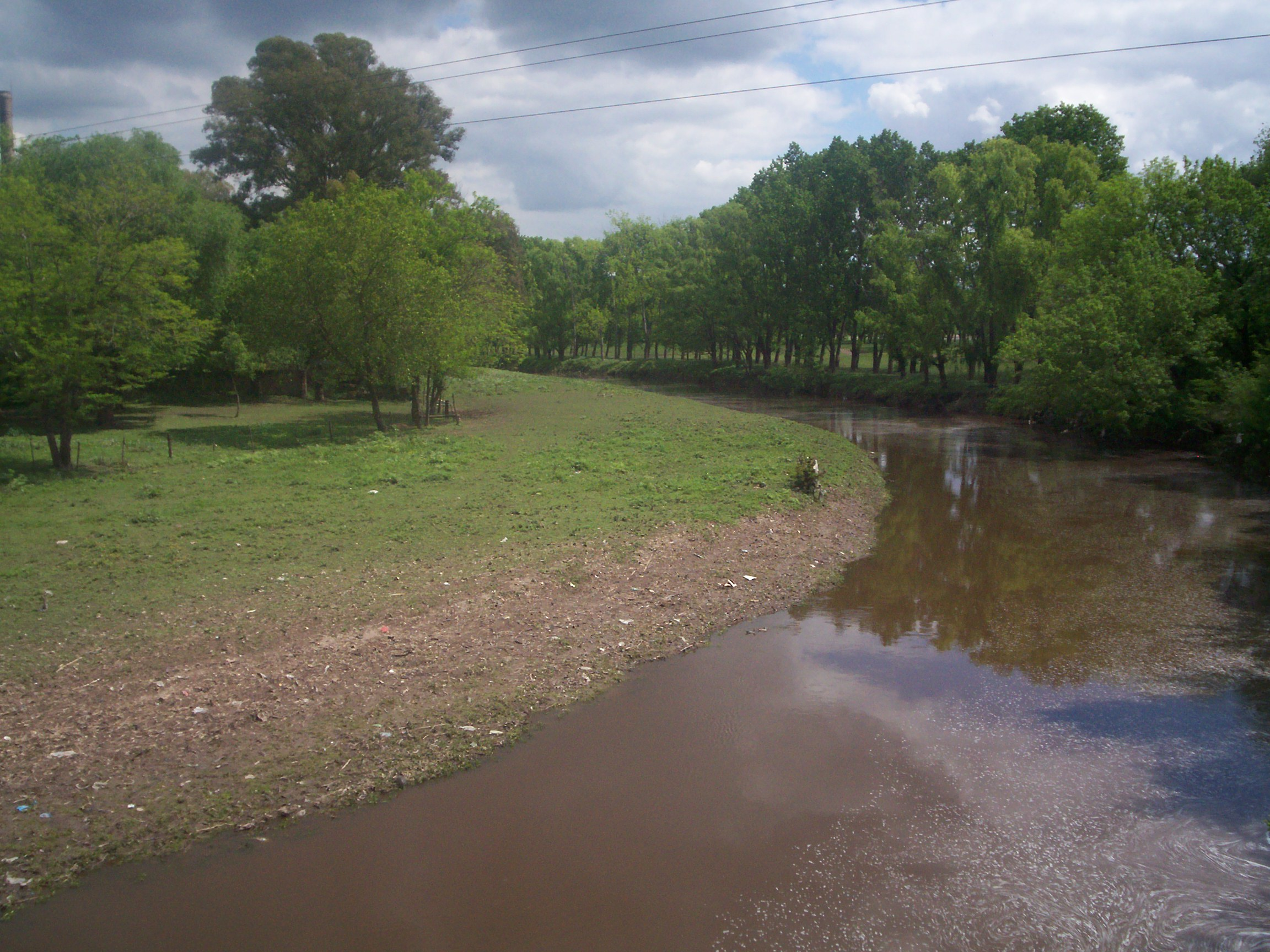
Río Luján, a su paso por Mercedes.

## Contaminación
El río Luján registra el impacto adverso de la acción antrópica en todo su curso, lo que se manifiesta en la presencia de materia orgánica, que en términos de demanda bioquímica de oxígeno, excede los niveles guía de calidad de agua para todos los usos que se han evaluado, los que son: protección de la vida acuática, fuente de provisión de agua para consumo humano con tratamiento convencional, uso para actividades agropecuarias y uso para recreación humana. Este comportamiento se agudiza en su tramo inferior, lo que es coherente con la disminución progresiva de los tenores de oxígeno disuelto, cuyas medianas son francamente inferiores a los respectivos niveles guía de referencia para los fines antedichos, a partir de la última estación de muestreo del tramo medio.
Las concentraciones de nitrógeno amoniacal y nitrógeno de nitritos también manifiestan el impacto antrópico sobre el río Luján pues exceden los niveles guía para protección de la vida acuática y uso para fuente de provisión de agua para consumo humano con tratamiento convencional.
Los valores correspondientes a la presencia de bacterias coliformes, no solo afectan las posibilidades de uso recreativo sino también la de uso para actividades agropecuarias e incluso para fuente de provisión de agua para consumo humano con tratamiento convencional.
En algunas estaciones de muestreo, se ha detectado la presencia de sustancias fenólicas y algunos metales pesados, no solo en el agua sino también en los sedimentos, con valores que exceden los niveles guía para protección de la vida acuática.

## Inundaciones
La cuenca alta del río Lujan, ha experimentado en las últimas décadas profundos cambios que trajeron inundaciones en toda su cuenca, con desbordes del río que llegaron a superar la cota de 3 metros de altura. Hubo centenares de evacuados, costosas pérdidas materiales y renovados anuncios de obras hidráulicas a cargo de la Provincia como reemplazo de las ineludibles decisiones políticas con las que se empezaría a controlar el problema del agua: la prohibición de nuevos desarrollos inmobiliarios (y la re localización de los existentes) sobre la costa ribereña de la Cuenca Lujan.

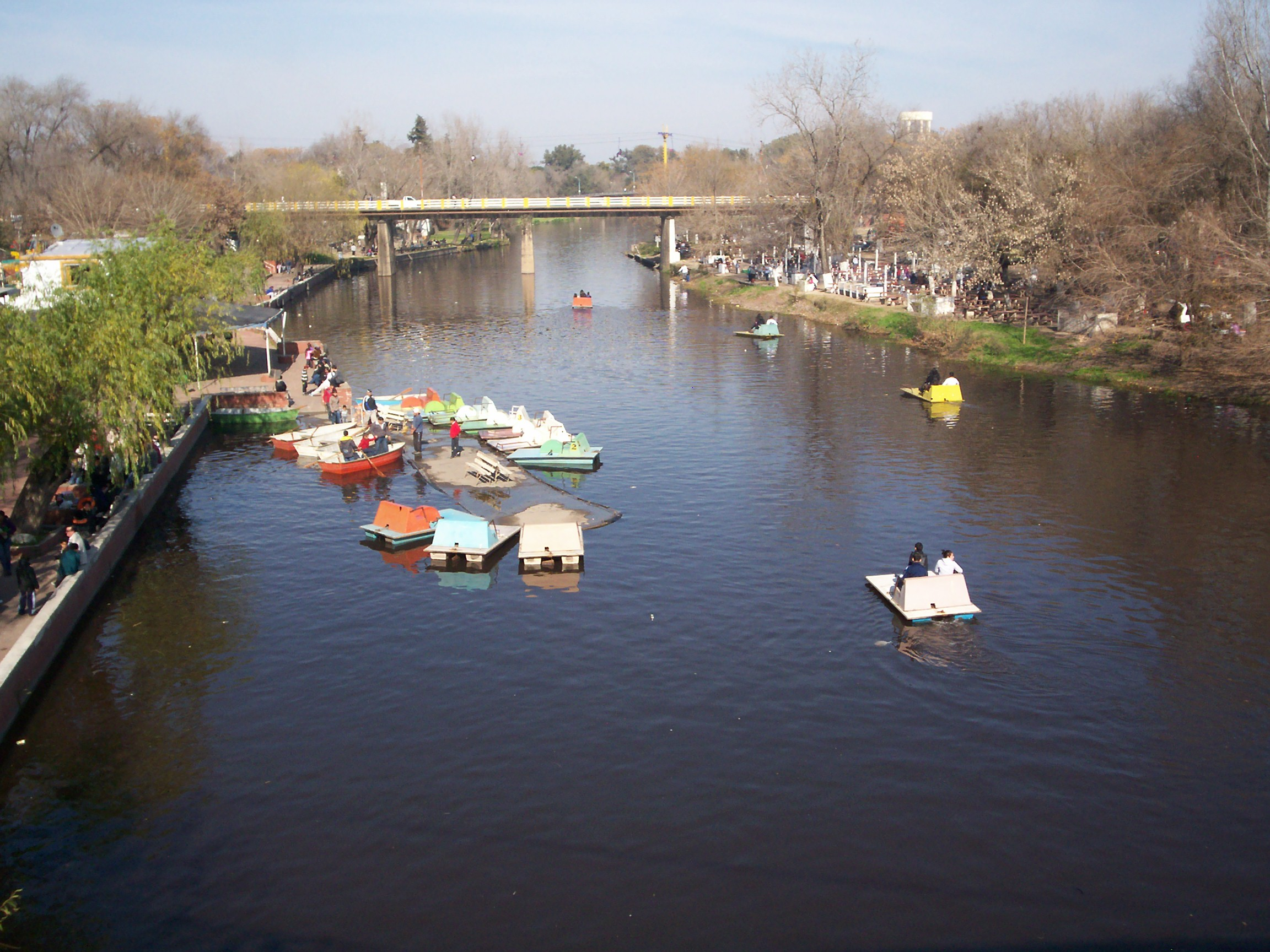
Río Luján, pasando por la ciudad homónima.

Una de las causas de las inundaciones se debe a la destrucción de los humedales a partir de las construcciones  de urbanizaciones privadas, mejor conocidos como barrios privados.  
La Agencia Andar/CPM en la fecha del 31 de julio de 2018 realizó una publicación en la cual sostiene que según estudios privados, hasta 2014 existían más de 60 urbanizaciones en la costa del Lujan con decenas de hectáreas de humedales que fueron rellenadas con escombros y tierra, impermeabilizando el suelo y generando nuevos destinos aleatorios en los flujos de agua por la región.

## Clubes de remo sobre el río Luján
Sobre el río Luján se desarrolla la actividad de una gran cantidad de clubes náuticos, estando localizados 7 de los 15 clubes náuticos del delta del Paraná cercanos a la ciudad de Buenos Aires.
Todo comenzó el 16 de diciembre de 1873 con la fundación del Club Buenos Aires Rowing Club a la que se unieron otros clubes fundados por 11 colectividades distintas a la argentina.
También sobre el río Lujan está el Club Náutico "El Timón" en la localidad de Jáuregui, Partido de Luján.

## Galería de imágenes

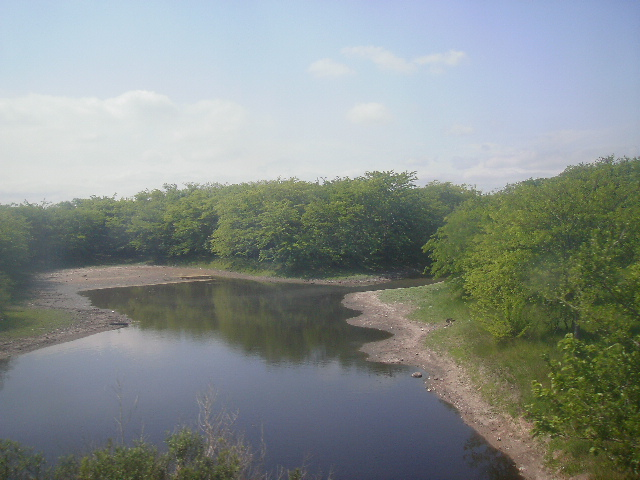
Río Luján pasando por Zelaya, partido del Pilar.
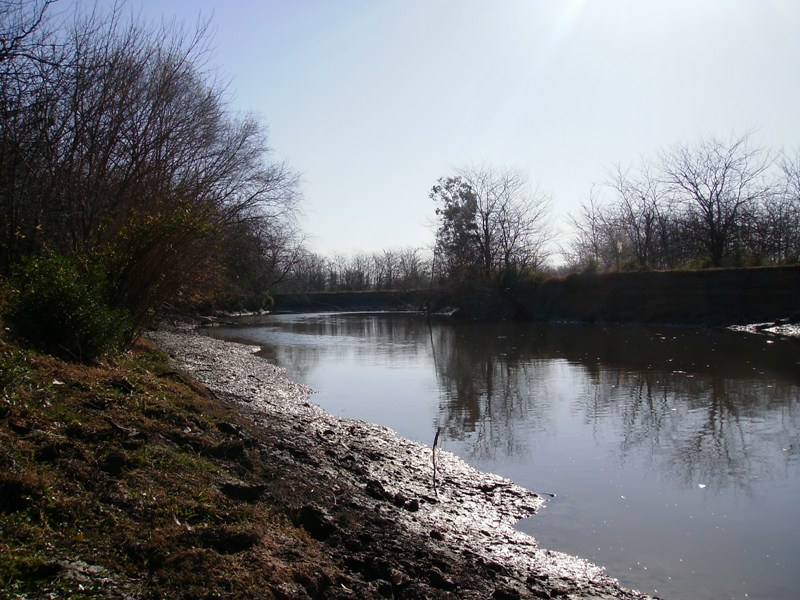
Río Luján atravesando la Reserva natural Otamendi en el Parque nacional Ciervo de los Pantanos, partido de Campana.
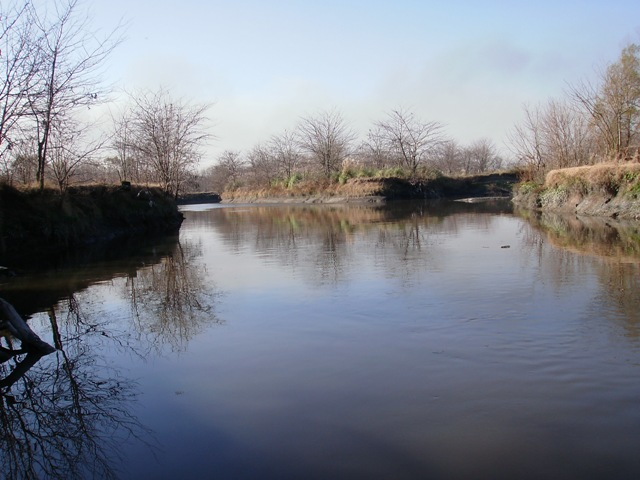
Río Luján en el límite entre los partidos de Escobar y Campana.
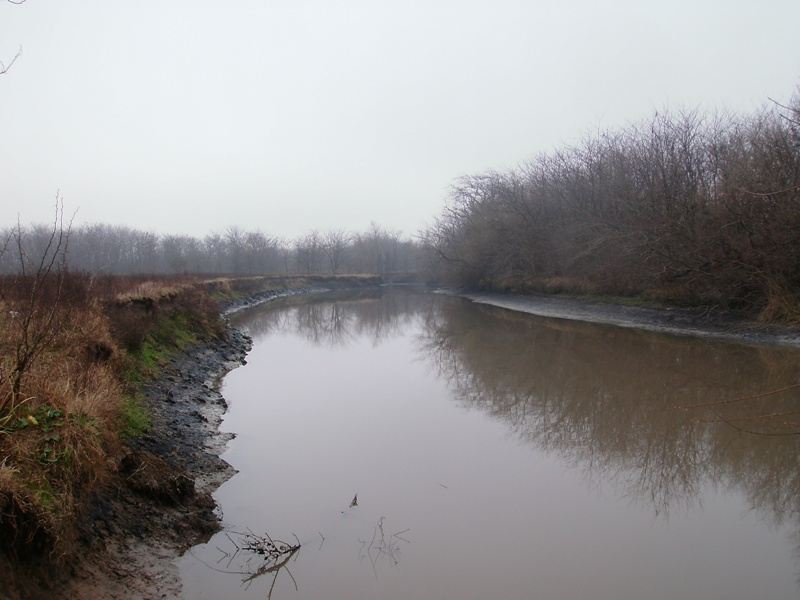
Río Luján con escaso caudal.
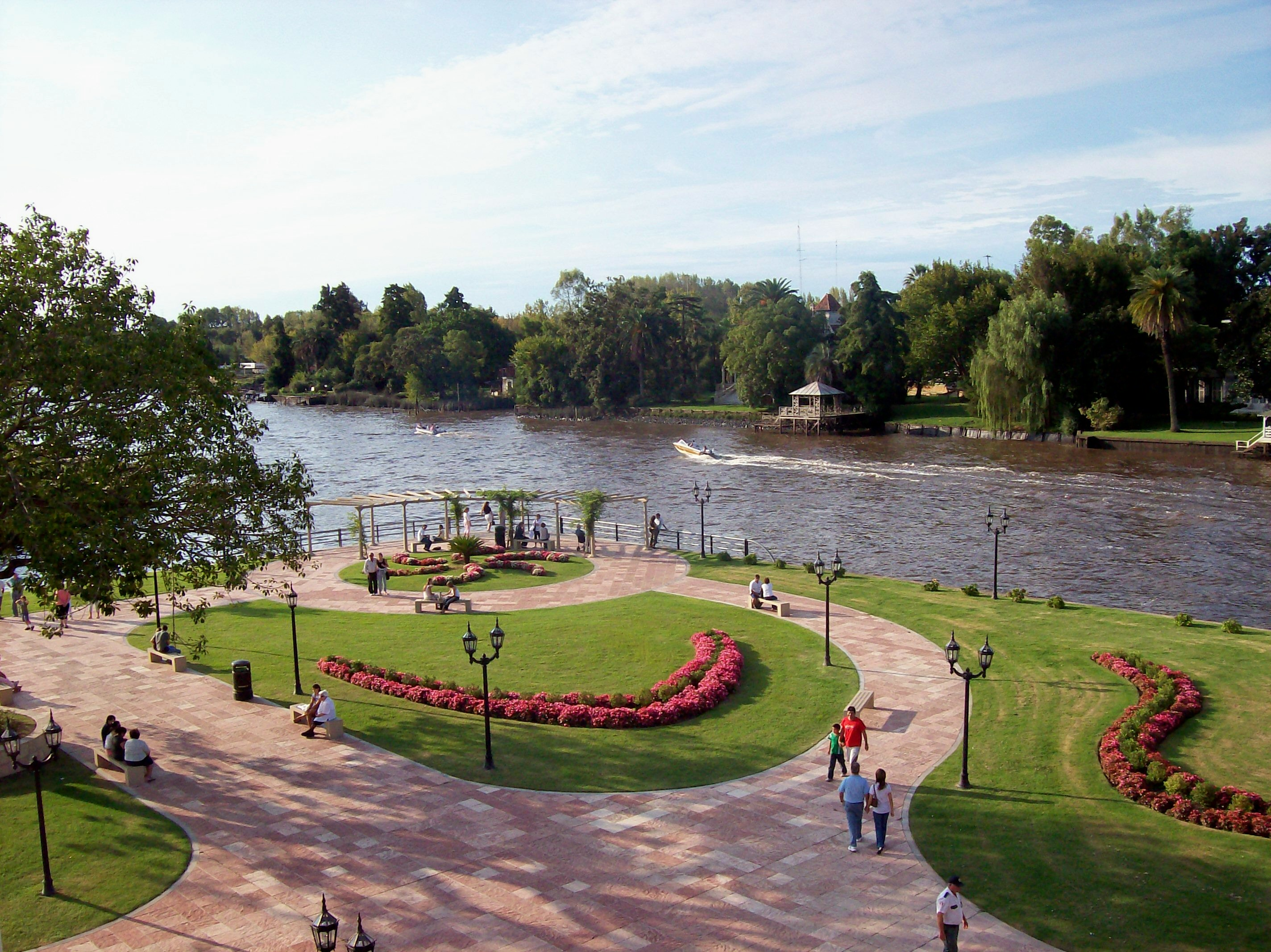
Vista del Río Luján desde el Museo de Arte de Tigre
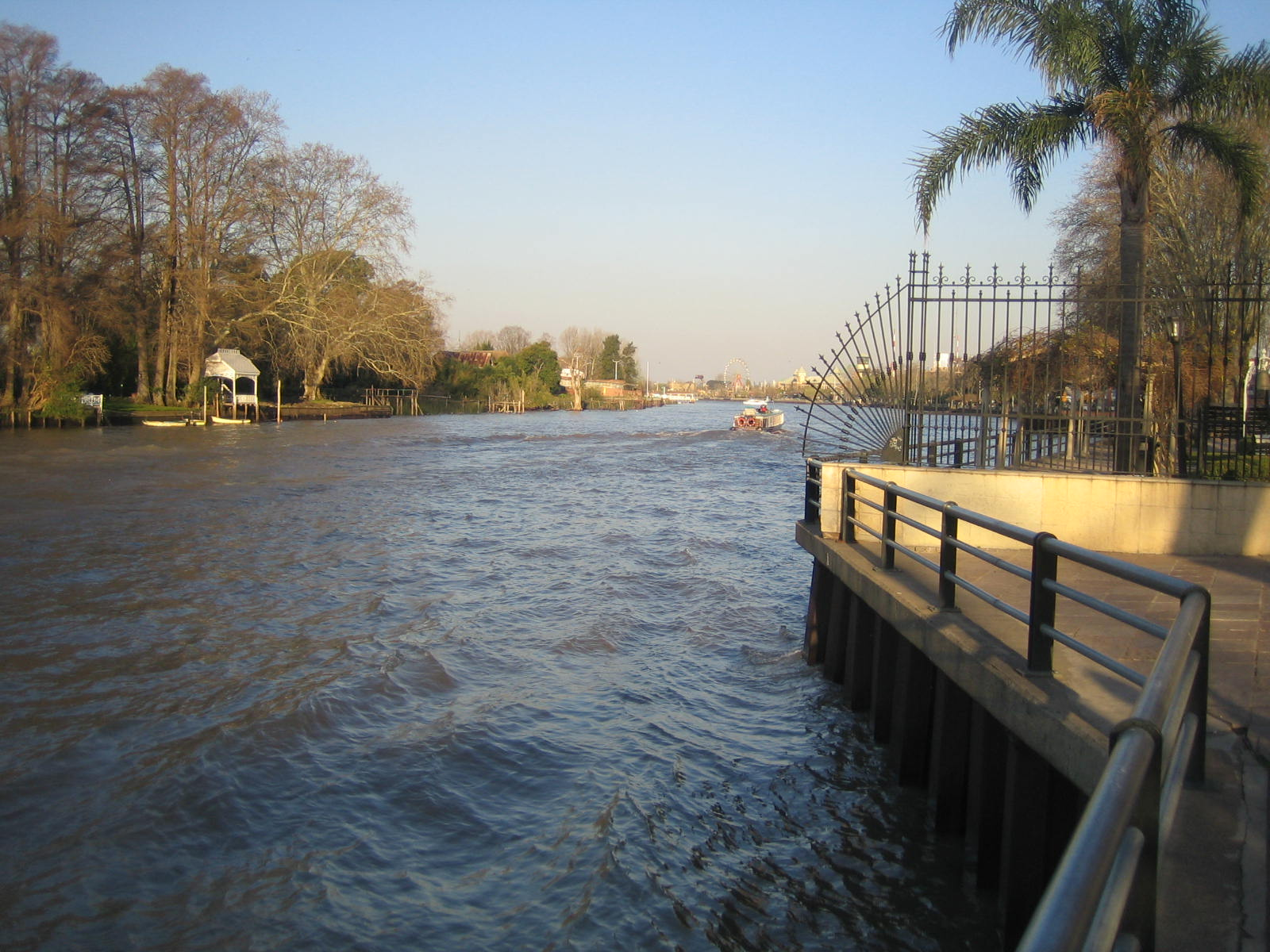
Río Luján en su paso por Tigre, al fondo de la imagen se puede ver el Parque de la Costa.